# 워드프레스닷컴
워드프레스닷컴(WordPress.com)은 오토매틱이 운영하는 웹사이트 구축 플랫폼이다. 워드프레스 소프트웨어의 수정된 버전에서 실행된다. 이 웹사이트는 등록된 사용자에게 무료 블로그 호스팅을 제공하며 유료 업그레이드를 제공한다, "VIP" 서비스 및 광고를 통해 재정적으로 지원된다.
오토매틱은 워드프레스 프로젝트에 기여하는 많은 회사 중 하나이지만 오토매틱과 워드프레스닷컴은 워드프레스 소프트웨어/프로젝트와 워드프레스 재단과 독립적인 관계를 유지하고 있다.

## 역사
웹사이트는 2005년 8월 8일에 베타 테스터들에게 공개되었고 2005년 11월 21일에 대중에게 공개되었다. 처음에는 초대 전용 서비스로 출시되었고 플로크 웹 브라우저 사용자에게도 계정이 제공되었다. 2017년 2월 기준으로 매달 7,700만 개 이상의 새 게시물과 4,270만 개의 새 댓글이 게시되고 있다.
2010년 9월, 마이크로소프트는 블로깅 서비스인 윈도우 라이브 스페이스가 폐쇄되고 마이크로소프트가 블로깅 서비스를 위해 워드프레스닷컴과 제휴할 것이라고 발표했다.
2024년 2월, 오토매틱은 텀블러와 워드프레스닷컴의 사용자 데이터를 Midjourney와 오픈AI에 판매할 것이라고 발표했다.

## 기능
블로그 운영자가 따로 설정하지 않은 이상 워드프레스 블로그를 읽거나 댓글을 달기 위해서 가입할 필요는 없지만, 블로그를 운영하기 위해서는 가입이 필요하다. 사이트의 거의 대부분의 기능은 무료로 사용할 수 있으나, PHP 플러그인 설치, 사용자 정의 CSS 테마, 자바스크립트 작성, 도메인 설정, 도메인 등록, 광고 제거, 웹사이트 이동, 비디오 업로드, 스토리지 업그레이드 등의 기능은 유료 요금제에서만 사용할 수 있다.

## 같이 보기
- 오토매틱
- 우커머스
- 무료 블로그 호스팅 서비스 비교